# هرمانی پیهلایاماکی
هرمانی پیهلایاماکی (انگلیسی: Hermanni Pihlajamäki؛ ۱۱ نوامبر ۱۹۰۳ – ۴ ژوئن ۱۹۸۲) کشتی‌گیر آزاد اهل فنلاند بود.
وی در مسابقات کشوری و بین‌المللی در مجموع برندهٔ ۲ مدال طلا، ۲ مدال نقره، ۱ مدال برنز شده‌است.